# Profesionalen Obštinski Futbolen Klub Botev Vraca 2011-2012
Questa voce raccoglie le informazioni riguardanti la Botev Vraca nelle competizioni ufficiali della stagione 2011-2012.

## Rosa
| N. |                     | Ruolo | Calciatore              |
| -- | ------------------- | ----- | ----------------------- |
| 1  | Bulgaria (bandiera) | P     | Hristo Mitov            |
| 4  | Bulgaria (bandiera) | D     | Rosen Vankov (capitano) |
| 5  | Bulgaria (bandiera) | C     | Nikolay Nikolov         |
| 6  | Bulgaria (bandiera) | D     | Tihomir Naydenov        |
| 7  | Bulgaria (bandiera) | C     | Simeon Mechev           |
| 8  | Bulgaria (bandiera) | C     | Svetoslav Valeriev      |
| 9  | Bulgaria (bandiera) | A     | Ivaylo Danchev          |
| 10 | Bulgaria (bandiera) | A     | Branimir Kostadinov     |
| 11 | Bulgaria (bandiera) | D     | Kiril Dinchev           |
| 13 | Bulgaria (bandiera) | C     | Atanas Dimitrov         |
| 14 | Bulgaria (bandiera) | D     | Petar Alyoshev          |
| 15 | Bulgaria (bandiera) | D     | David Penchev           |
| 16 | Bulgaria (bandiera) | D     | Martin Kovačev          |

| N. |                     | Ruolo | Calciatore          |
| -- | ------------------- | ----- | ------------------- |
| 17 | Bulgaria (bandiera) | A     | Ivan Kokonov        |
| 18 | Nigeria (bandiera)  | D     | Victor Deniran      |
| 19 | Bulgaria (bandiera) | C     | Nikolay Hristov     |
| 20 | Bulgaria (bandiera) | A     | Dimitar Georgiev    |
| 22 | Bulgaria (bandiera) | D     | Ruslan Kuang        |
| 23 | Bulgaria (bandiera) | C     | Dimitar Tsenovski   |
| 25 | Bulgaria (bandiera) | D     | Trayan Trayanov     |
| 26 | Bulgaria (bandiera) | C     | Asen Chalakov       |
| 27 | Bulgaria (bandiera) | P     | Pavel Stanev        |
| 28 | Bulgaria (bandiera) | C     | Svetlin Simeonov    |
| 29 | Bulgaria (bandiera) | A     | Kiril Mihaylov      |
| 30 | Brasile (bandiera)  | C     | José Neném          |
| 33 | Bulgaria (bandiera) | P     | Veselin Tsvetkovski |

## Risultati

### Coppa di Bulgaria
| Plovdiv Sedicesimi di finale | Botev Plovdiv | 1 – 0 | Botev Vraca |  |